# Juan Antonio Salvador Carmona
Juan Antonio Salvador Carmona (Nava del Rey, 7 de febrero de 1740-Madrid, ¿20 de enero de 1805?) fue un grabador español, miembro de una reconocida saga de artistas. 

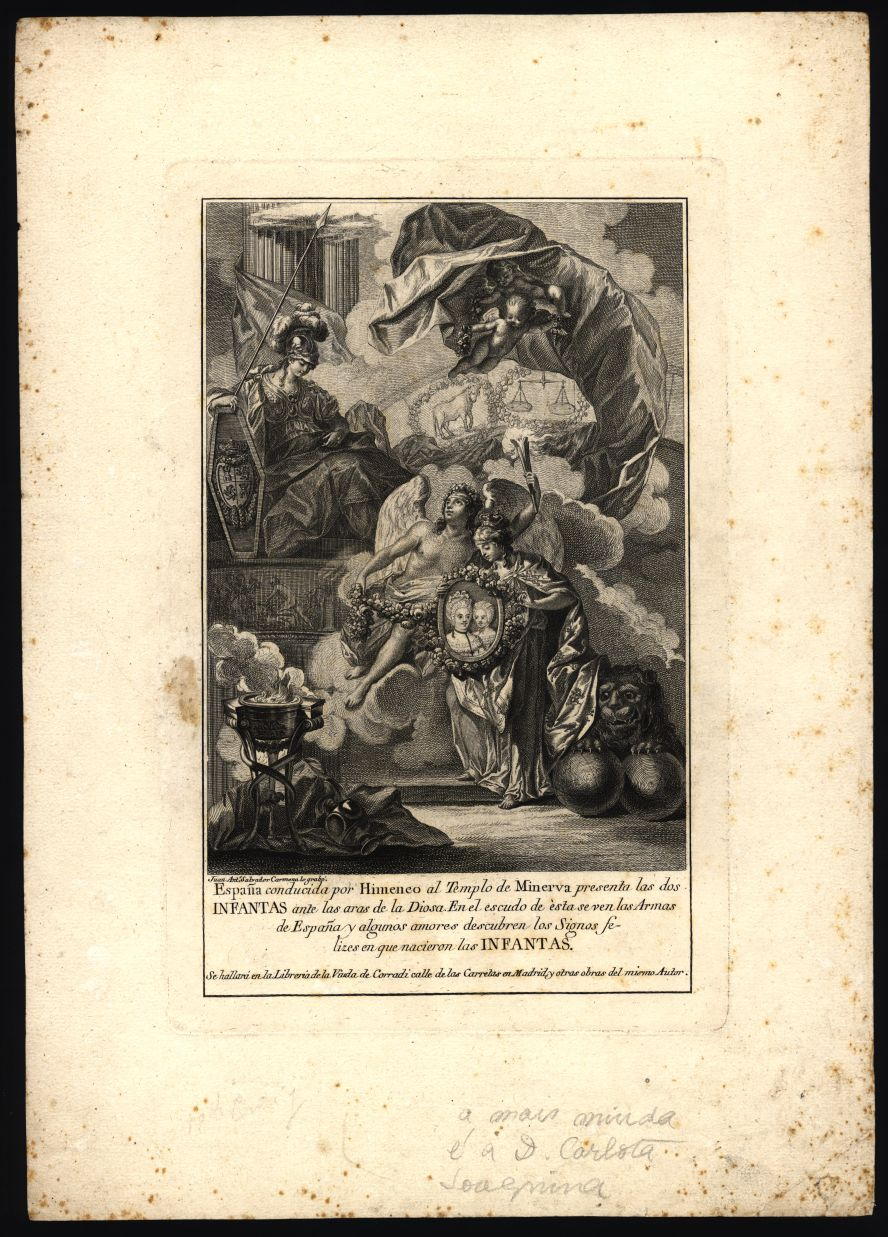
Grabado alegórico realizado por el artista, según diseño de Luis Paret: España conducida por Himeneo al templo de Minerva (Lisboa, Biblioteca Nacional de Portugal).

## Vida y obra
Juan Antonio fue hermano y discípulo de Manuel Salvador Carmona, quien fue seguramente el mejor grabador de la época en la técnica a buril al modo académico, en oposición al más audaz y experimental Goya, quien prefirió otras técnicas gráficas como el aguafuerte y la aguatinta. 
Juan Antonio Salvador García nació en 1740 en Nava del Rey (Valladolid), donde residían sus padres Pedro Salvador Carmona y María García, localidad donde también nacieron sus hermanos Manuel (grabador) y José (escultor). Mientras que sus dos hermanos se formaban en Madrid a la sombra de su tío Luis Salvador Carmona, bien posicionado como Escultor de Cámara del rey, Juan Antonio vivió su infancia en la casa familiar, adiestrándose ya en el dibujo bajo tutela paterna. Pero a los quince años, también él emprendió viaje a la corte y se unió a su tío y hermanos, modificando su apellido materno (García) e incluyendo el de su tío escultor, como ya hicieron sus hermanos, haciéndose llamar desde entonces Juan Antonio Salvador Carmona. 
Inicialmente Juan Antonio se adentró en la escultura. Acompañó a su tío a La Granja de San Ildefonso, donde elaboraron un gran relieve en yeso para el panteón de Felipe V, y luego fueron a Salamanca, donde acometieron otro gran relieve (éste en mármol) para la capilla del Colegio de Oviedo. 
En 1758 Juan Antonio quiso aspirar a una beca, pero fue descartado porque sobrepasaba los preceptivos 16 años de edad. Al contrario que su hermano Manuel, pensionado por la Academia de San Fernando para perfeccionar su formación en París, no viajó a Francia y su calidad como grabador fue irregular.
Debido a varias prórrogas de estudios Manuel permaneció en París más tiempo de lo previsto, lo cual generó problemas al joven Juan Antonio ya que ante las nuevas nupcias de su tío Luis, tenía que abandonar la casa familiar en Madrid. Por ello pasó al taller de Tomás López, un famoso grabador de mapas que había acompañado a Manuel en París. Juan Antonio permaneció dos años en este taller, volcándose ya exclusivamente en el grabado. Finalmente en 1763 regresó Manuel, y ambos hermanos convivirían y colaborarían en el futuro. 
En 1763 Juan Antonio volvió a concursar en la Academia de San Fernando, siendo derrotado por Juan Barcelón. Dicha votación hubo de estar bien fundamentada, ya que el prestigioso Mengs fue uno de los varios expertos que votaron a favor de Barcelón. En el mismo año Juan Antonio fecha un grabado de El Niño Jesús, de discreta calidad, y consta que en 1764 ya aceptaba encargos. Luego grabó una serie de cuatro planchas sobre Las estaciones del año (según dibujos de su hermano Manuel), y tras otras de tema religioso (La Magdalena, San Nicolás de Bari...) empieza a reproducir cuadros. Los primeros son tres de Murillo pertenecientes a la colección real: El vinatero, La vendimiadora y Santiago patrón de España. Satisfecho de sus resultados, Juan Antonio los presentó en la Academia de San Fernando en 1770 y, tras una votación, fue nombrado Académico Supernumerario. La actual Calcografía Nacional (Academia de San Fernando) posee la matriz de al menos el segundo de dichos grabados. 
De 1770 o poco antes data su grabado sobre el cuadro de Luis Paret Baile en máscara (ahora en el Prado). De dicho grabado se conocen impresiones como obra anónima y otras que ostentan firma de Mengs. 

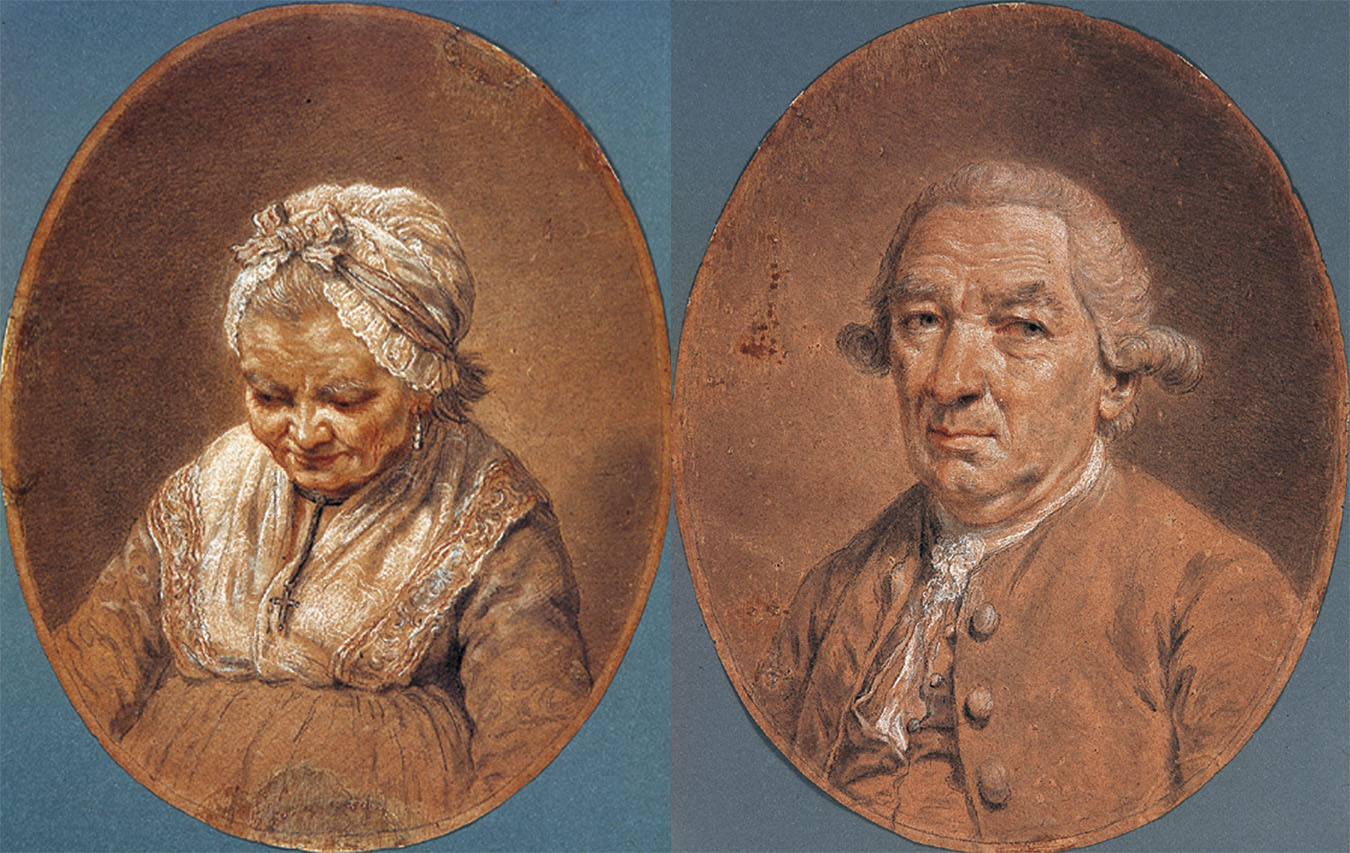
Los padres del artista, Pedro y María, retratados en dibujo por Manuel, hermano de Juan Antonio (Museo de Bellas Artes de Córdoba).

Trabajó bastante para imprentas, grabando ilustraciones. En 1772 hizo ocho para el Misal de media cámara y otras para una edición hoy muy cotizada de la imprenta de Joaquín Ibarra: Conjuración de Catilina y Guerra de Yugurta de Salustio, en traducción del infante Gabriel de Borbón. Juan Antonio grabó para ella varias reproducciones de monedas antiguas y un remate floral que firmó como «Carmona Iunior».
Su hermano Manuel enviudó prematuramente de su primera esposa, la francesa Margarita Legrand, y decidió casarse con una hija de Mengs, Ana María. El pintor bohemo residía entonces en Roma, y Manuel y Juan Antonio viajaron hasta allí. El papa Pío VI, que admiraba a Manuel, recibió a ambos en audiencia. Regresaron en 1778. 
Entre los grabados posteriores de Juan Antonio, hay que citar dos según retratos de Carlos IV y María Luisa de Parma cuando aún eran príncipes, y otro de 1781 reproduciendo un retrato ecuestre del mismo príncipe que Celedonio de Arce había esculpido en marfil. En 1780 firmó un grabado alegórico sobre España, diseñado por Luis Paret.
También en esos años produjo 41 planchas de apóstoles y padres de la Iglesia diseñadas por Antonio González Velázquez, como inicio de un Santoral completo siguiendo las biografías del padre Ribadeneira. Esta ambiciosa serie no llegó a terminarse porque sus primeras entregas, publicadas en 1779-80, no resultaron rentables. Sí terminó Juan Antonio un conjunto de Cuatro Continentes (Europa, Asia, África y América) según cuadros de Luca Giordano. Se lo dedicó al príncipe Carlos, gracias a lo cual fue nombrado Grabador de Cámara del Príncipe, título inexistente hasta entonces. Cuando el príncipe subió al trono como Carlos IV, Juan Antonio pasaría a ser Grabador de Cámara; juró el cargo el 17 de julio de 1790. 
En 1786-88 reprodujo varias pinturas célebres ahora en el Prado, como La Sagrada Familia del pajarito de Murillo, el Cristo de San Plácido de Velázquez y dos de Tiziano, Mater Dolorosa y Ecce Homo. También en 1786 grabó al menos dos planchas para el Atlas de Vicente Tofiño San Miguel. A juzgar por una dedicatoria al cardenal Lorenzana, hubo de ser en esa década cuando grabó un Apostolado, con figuras de medio cuerpo copiadas de una serie según Piazzetta, del que existe una serie (posiblemente completa) en el Museo de Bellas Artes de Córdoba. Son grabados de calidad desigual, pero varios muy estimables.
En 1795 fechó una curiosa autobiografía (Noticias de la vida...hasta aquí). No hay muchos datos posteriores, y su último grabado conocido ha de ser un San Lorenzo mártir de 1802, dedicado al marqués de Ariza, Sumiller de Corps de Carlos IV. El grabador murió en Madrid en 1805, pero la fecha exacta no es segura. Un expediente personal suyo conservado en el Palacio Real fija su fallecimiento en 1804, pero el historiador Manuel Ossorio y Bernard (1868-69) afirma que fue el 20 de enero de 1805 y que su familia vendió 107 matrices a la Real Calcografía, actual Calcografía Nacional.